# مایکل آراد
مایکل آراد (انگلیسی: Michael Arad؛ زادهٔ ۱۹۶۹) یک معمار اهل اسرائیل است.